# محمد الحكيم اللخمي الرندي
أبو عبد الله محمد بن عبد الرحمن بن الحكيم اللخمي الرندي (1261 - 14 آذار 1309) كان عالمًا من رندة وأصبح مسؤولًا بارزًا في إمارة غرناطة النصرية. ولد في عائلة بني الحاكم، فرع من بني عباد. بينما كان إخوته يحكمون مدينته، ذهب شرقًا للدراسة في المدن الكبرى في العالم الإسلامي في عام 1284، وعاد بعد عامين. وفي سنة 1287م دخل الخدمة في ديوان بلاط السلطان محمد الثاني (حكم. 1273–1302) كاتبًا (سكرتيرًا). بالإضافة إلى عمله الكتابي والأدبي، عمل أيضًا وسيطًا للصلح بين إخوته والسلطان عندما تمردوا. أصبح وزيرًا عند تولي محمد الثالث (حكم. 1302–1309)، وأصبح الوزير الوحيد ولُقب بـذي الوزارتين عندما توفي وزيره المشارك في عام 1303. وازدادت قوته حتى أصبح في أواخر حياته الحاكم الفعلي للإمارة. قام بتدبير تغيير في السياسة الخارجية، أولًا من خلال عقد السلام مع قشتالة، ثم الاستيلاء على سبتة في شمال أفريقيا من المرينيين. وقد أتت هذه الإجراءات بنتائج عكسية وسرعان ما وجدت غرناطة نفسها في مواجهة تحالف ثلاثي يضم قشتالة وأراغون والمرينيين. غضب مواطنو غرناطة من سياسته وأسلوب حياته الباذخ، فقاموا بغزو قصره وقصر السلطان في 14 آذار 1309. عُزل السلطان، وقُتل أبو عبد الله على يد منافسه السياسي عتيق بن المولي .

## الحياة المبكرة
ولد محمد بن عبد الرحمن عام 1261 (660 هـ ) برندة. كان من نسل فرع من سلالة بني عباد، الذين حكموا طائفة إشبيلية في القرن الحادي عشر. انتقل أجداد أبو عبدالله إلى رندة. وكان أحدهم قد أصبح طبيبًا (حكيمًا)، وتم تسمية السلالة بأكملها باسمه لاحقًا. وكان لأبي عبد الله شقيقان أكبر منه، أبو زكريا وأبو إسحاق، بقيا في روندا. كانت لديهم عقارات كبيرة هناك وأصبحوا حكامًا شبه مستقلين للمدينة، واعترفوا أولًا بسيادة المرينيين ثم بسيادة النصريين.
غادر أبو عبد الله موطنه في عام 1284 متوجهًا إلى العالم الإسلامي الشرقي، حيث درس لسنوات عديدة. قام هو وصديقه محمد بن رشيد من سبتة بزيارة ودراسة مكة والمدينة ودمشق والعديد من مدن شمال أفريقيا، وحصلا على الشهادات وجمعا مكتبة كبيرة. كان يحب دراسة الشعر بشكل خاص وكان يتلو أبياته على ابن رشيد في كثير من الأحيان.

## الخدمة في عهد محمد الثاني
عاد إلى رندة في عام 1286، بينما واصل صديقه رحلته. عندما تولى السلطان محمد الثاني (حكم. 1273-1302) وبعد فترة وجيزة من عودته، زار أبو عبد الله رندة، وألقى قصيدة أشاد بانتصار السلطان الأخير على المتمردين بني إشقيلولة. وقد أثار تعليمه إعجاب السلطان، الذي دعاه للانضمام إلى خدمته في العاصمة، والتي قبلها في عام 1287. بدأ أبو عبد الله مسيرته المهنية في ديوان البلاط كاتبًا للإنشاء ثم صاحب القلم الأعلى ، وهو أعلى منصب في الديوان، وكان مسؤولاً عن تأليف وتحرير المراسلات الملكية. وقد أظهر مهارته الأدبية في كتابة رسالة عن غزو السلطان لقيجاطة من قشتالة (1295). وفي مناسبة أخرى، انتشرت في العاصمة بعض الأبيات الساخرة من الأسرة الحاكمة، ونسبت إلى أبي عبد الله. أمر ولي العهد، محمد الثالث مستقبلًا، بمعاقبة الكاتب بشدة، مما أجبره على الفرار والاختباء في المباني المهجورة. ولم يعد إلى وظيفته إلا بعد أن هدأ غضب الأمير.
وعندما تحدى إخوته محمد الثاني وأعلنوا تأييدهم للسلطان المريني أبي يعقوب يوسف، وفشلت محاولة النصريين لاستعادة رندة بالقوة، أُرسل أبو عبد الله للتفاوض مع إخوته. ويبدو أن المفاوضات كانت ناجحة لأنها انتهت باستسلام الإخوة لمحمد الثاني والسماح لهم بمواصلة حكم المدينة. كانت عائلة بنو الحاكم حكام روندا حتى غزوها على يد إيزابيلا الأولى وفرديناند الثاني في عام 1485.

## الصعود والسقوط في عهد محمد الثالث
توفي محمد الثاني في عام 1302 وخلفه ابنه محمد الثالث (حكم. 1302–1309)، وهو سلطان يتمتع بسمعة مختلطة بسبب ثقافته العالية وقسوته وحس الفكاهة. وعين السلطان الجديد أبا عبد الله وزيرًا مع وزير أبيه أبو السلطان بن المنعم الداني . أراد الوزير العجوز أن يخلفه القائد عتيق بن المولى بعد وفاته وزيرًا وحيدًا. ومع ذلك، بعد وفاة أبو السلطان في عام 1303، عيّن محمد الثالث أبا عبد الله وزيرًا على أي حال. لأنه كان يسيطر على المنصبين القويين الوزير والكاتب، فقد حصل على لقب ذو الوزارتين.
وباعتباره ذي الوزارتين، زادت قوة أبو عبد الله بشكل كبير، وفي نهاية عهد محمد الثالث كان يُعتبر الحاكم الفعلي للسلطنة. من غير الواضح على وجه التحديد متى أو كيف تولى السلطة المطلقة، ولكن ذلك كان يرجع جزئيًا إلى عمى السلطان (أو ضعف بصره). على أية حال، فقد تغيرت السياسة الخارجية لغرناطة بشكل كبير في عهد محمد الثالث ووزارة أبي عبد الله. ورث السلطان حربًا ضد التاج المسيحي في قشتالة، بالإضافة إلى تحالف مع مملكة أراغون المسيحية ودولة المرينيين المسلمين. استولى محمد الثاني على العديد من الحصون على حدود قشتالة، ثم أتبع السلطان الجديد ذلك بغزو بيدمار بعد أسبوعين من توليه العرش. ومع ذلك، سرعان ما لجأت غرناطة إلى طلب السلام، مما أدى إلى توقيع معاهدة قرطبة فيآب 1303. تم توقيع هذا الاتفاق من أبي عبد الله باسم السلطان، حيث نص على تنصيب محمد الثالث تابعًا لقشتالة وأن يدفع الجزية، مقابل الاعتراف بمكاسب غرناطة في الحرب. أثار هذا الأمر استياء أراغون، التي اضطرت، بعد حرمانها من حليف، إلى توقيع معاهدتها الخاصة في وقت لاحق مع قشتالة. في عام 1306، استولت غرناطة على مدينة سبتة في شمال أفريقيا من المرينيين، وكان أبو عبد الله وليس السلطان هو من زار المدينة بعد فتحها. وفي الأمد القريب، أدى هذا إلى تعزيز سيطرة غرناطة على مضيق جبل طارق، ولكن هذا أزعج جيران غرناطة كثيرًا لدرجة أن أراغون وقشتالة والمرينيين شكلوا تحالفًا ضده. وكانت كل واحدة من القوى الثلاث أكبر من غرناطة، وبدأت استعداداتها للحرب.
وفي المحكمة، أصبح أبو عبد الله الرجل الأقوى في المملكة. وكان شعراء البلاط يوجهون قصائدهم إليه وليس إلى السلطان، وكان يعيش حياة مترفة في قصر مليء بالثروات. لكن أهل غرناطة كانوا يحتقرونه بسبب سياسته الخارجية الكارثية ونمط حياته. بدأ القائد عتيق بن المولي، الذي تجاوزه في منصب الوزير، مؤامرة ضد أبي عبد الله ومحمد الثالث.

### الوفاة
وفي عيد الفطر سنة 708 هـ (14 آذار 1309م)، هاجمت حشود غاضبة من مواطني غرناطة قصور الوزير والسلطان. نُهب قصر أبي عبد الله، وقتلَه ابن الموالي، ومثَّلَت الحشود بجثته، فضاعت. سُمح للسلطان بالمغادرة ولكنه أُجبر على التنازل عن العرش لصالح شقيقه نصر؛ وسُمح له بالعيش في المنكب. وأصبح ابن المعول وزيرًا للسلطان الجديد، لكنه سرعان ما اضطر إلى الفرار إلى شمال إفريقيا لأنه شعر بأن حياته مهددة.
وفي وقت لاحق، ذكر المؤرخ المقري (ق. 1578) قصيدة، والتي وفقًا للمؤرخين المعاصرين ماريا خيسوس روبيرا ماتا وإل بي هارفي، لا يمكنها أن تشير إلا إلى أبي عبد الله بن الحكيم